# شفافية الشهادات
شفافية الشهادات (CT) هي معيار لأمان الإنترنت يهدف إلى مراقبة ومراجعة إصدار الشهادات الرقمية. عندما يتفاعل مستخدم الإنترنت مع موقع ويب، يلزم وجود طرف ثالث موثوق به لضمان شرعية الموقع وصلاحية مفتاح تشفيره. يُصدر هذا الطرف الثالث، والمسمى بهيئة الشهادات (CA)، شهادة لموقع الويب يمكن لمتصفح المستخدم التحقق من صحتها. يعتمد أمان حركة مرور الإنترنت المشفرة على الثقة في أن هيئة الشهادات هي الجهة الوحيدة المخول لها منح هذه الشهادات، وفي أن هيئة الشهادات لم تتعرض للاختراق. تتيح شفافية الشهادة جميع الشهادات الصادرة للجمهور على هيئة دفتر أستاذ موزع، مما يمنح مالكي مواقع الويب والمدققين القدرة على اكتشاف الشهادات المزورة وكشفها.
بدأ العمل على شفافية الشهادة لأول مرة في عام 2011 بعد أن تعرضت هيئة شهادات ديغينوتار للاختراق وبدأت في إصدار شهادات تنطوي على برمجيات خبيثة. في عام 2012، قدم مهندسو شركة جوجل مسودة إلى مجموعة مهندسي الإنترنت. وقد أسفرت جهودهم عن إطلاق معيار IETF RFC 6962، وهو معيار يحدد نظام سجلات عامة لتسجيل جميع الشهادات الصادرة عن سلطات إصدار الشهادات الموثوقة علنًا، مما يسمح بالتعرف الفعال على الشهادات الصادرة عن طريق الخطأ أو بشكل غير شرعي.

## نظرة عامة
يتكون نظام شفافية الشهادات من نظام سجلات شهادات للإضافة فقط. تُشغّل هذه السجلات جهات عديدة، بما في ذلك مُزوّدو المتصفحات وسلطات إصدار الشهادات. يجب أن تتضمن الشهادات المدعومة بشفافية الشهادات ختمًا زمنيًا واحدًا أو أكثر للشهادة المُوقّعة (SCTs)، وهو وعد من مُشغّل السجل بتضمين الشهادة في سجله خلال فترة زمنية قصوى للدمج (MMD).. في مرحلة ما خلال فترة زمنية قصوى للدمج، يُضيف مُشغّل السجل الشهادة إلى سجله. يُشير كل مُدخل في السجل إلى تجزئة السجل السابق، مُشكّلًا شجرة ميركل. ويُشير رأس الشجرة المُوقّعة (STH) إلى الجذر الحالي لشجرة ميركل.

### إجراءات التسجيل
على الرغم من إمكانية إرسال شهادة إلى سجل شهادة الإضافة فقط، إلا أن هذه المهمة عادة ما تُنفّذها هيئة الشهادات على النحو التالي:
1. يطلب مُقدّم الطلب، سواء الشخص الطبيعي أو الكيان القانوني الذي يتقدم بطلب شهادة أو يسعى لتجديدها،[7] شهادة من هيئة الشهادات. والتي تُصدر شهادةً مسبقةً خاصة، وهي شهادة تحمل امتدادًا سامًا يُشير إلى عدم قبولها من وكلاء المستخدم.
2. تقوم هيئة الشهادات بإرسال الشهادة المسبقة إلى السجلات.
3. تُعيد السجلات شهادات SCT المُقابلة إلى هيئة الشهادات.
4. تتولى هيئة الشهادات إرفاق شهادات SCT المُجمعة من السجلات كامتداد X.509 بالشهادة النهائية وتُقدمها لمُقدم الطلب.

وأخيرًا، قد تُقرر هيئة الشهادات تسجيل الشهادة النهائية أيضًا. على سبيل المثال، تُسجل هيئة الشهادات الخاصة بشركة ليتس إنكريبت كلاً من الشهادات المسبقة والشهادات النهائية (انظر صفحة ملف تعريف هيئة الشهادات crt.sh ضمن قسم «الشهادات الصادرة»)، بينما لا تفعل Google GTS CA 2A1 ذلك (انظر صفحة ملف تعريف crt.sh).

## المميزات
تتمثل واحدة من أهم عيوب إدارة الشهادات الرقمية في أن الشهادات الاحتيالية يستغرق الكشف عنها والإبلاغ عنها وإلغاؤها وقتًا طويلاً، وفي بعض الأحيان قد لا يتم الكشف عن الشهادة غير المسجلة باستخدام شفافية الشهادات على الإطلاق. الميزة الرئيسية لشفافية الشهادات هي قدرة فرق الأمن السيبراني على حماية الشركات والمؤسسات من خلال رصد النطاقات المشبوهة التي تسجل الشهادات. وقد تحمل الشهادات الجديدة لهذه النطاقات المشبوهة أسماءً مشابهة لنطاقات شرعية أخرى، وتكون مصممة خصيصًا لدعم الأنشطة الخبيثة مثل هجمات التصيد الاحتيالي. تمنح شفافية الشهادات فرق الأمن السيبراني القُدرة على السيطرة، وتمكّنها من إصدار أوامر إزالة النطاقات المشبوهة، وتسمح لها بتطبيق ضوابط الأمن السيبراني على وكلاء الويب وبوابات البريد الإلكتروني لتوفير الحماية الفورية.

## التاريخ

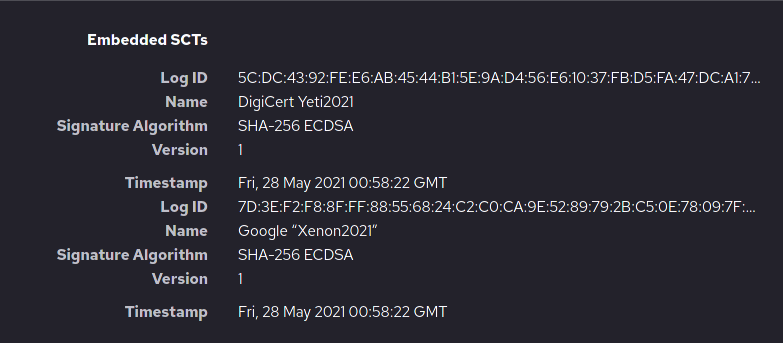
مثال على إدخال شفافية الشهادة متصفح موزيلا فايرفوكس 89

في عام ٢٠١١، تعرّضت هيئة الشهادات التابعة لشركة كومودو لهجوم سيبراني، كما تعرّضت هيئة الشهادات ديغينوتار للاختراق، مما كشف عن حجم نقاط الضعف التي كانت تعاني منها منظومة هيئة الشهادات. وقد دفع هذا الشركات إلى العمل الحثيث على إنتاج آليات مختلفة لمنع أو مراقبة إصدار الشهادات غير المصرح بها. وفي نفس العام بدأ ثلاثة من موظفي شركة جوجل، وهم بن لوري وآدم لانغلي وإميليا كاسبر، العمل على إطار عمل مفتوح المصدر للكشف عن الشهادات الصادرة بشكل خاطئ. وفي عام ٢٠١٢، قدّم الثلاثة المسودة الأولى للمعيار الذي حمل الاسم الرمزي "صنلايت" إلى مجموعة مهندسي الإنترنت. وفي مارس (آذار) ٢٠١٣، أطلقت جوجل أول سجل شفافية للشهادات. وفي يونيو (حزيران) ٢٠١٣، نُشر معيار آر إف سي 6962 لشفافية الشهادات، والذي استند إلى مسودة عام ٢٠١٢. وفي سبتمبر (أيلول) ٢٠١٣، أصبحت ديغيسيرت هي أول هيئة شهادات تُطبّق معيار شفافية الشهادات.
وفي عام 2015، بدأ متصفح جوجل كروم في طلب شفافية الشهادة لشهادات التحقق الممتدة الصادرة حديثًا، كما بدأ في طلب شفافية الشهادة لجميع الشهادات الصادرة حديثًا من شركة سيمانتك اعتبارًا من 1 يونيو (حزيران) 2016، بعد أن تبين أنها أصدرت 187 شهادة دون علم مالكي النطاق، ثُم توسع نطاق هذا الشرط اعتبارًا من أبريل (نيسان) 2018 ليشمل جميع الشهادات. وفي 23 مارس (آذار) 2018، أعلنت شركة كلاود فلير عن سجل شفافية الشهادة الخاص بها المسمى "نيمباس". وفي مايو (أيار) 2019، أطلقت هيئة شهادات ليتس إنكريبت سجل شفافية الشهادة الخاص بها المسمى أوك، والذي تم تضمينه لاحقًا في قوائم السجلات المعتمدة اعتبارًا من فبراير (شباط) 2020، وأصبح بإمكان جميع هيئات الشهادات الموثوقة استخدامه علنًا.
في فبراير (شباط) 2022، نشرت جوجل تحديثًا لسياسة شفافية الشهادات الخاصة بها يُلغي شرط تضمين الشهادات لشهادة إس سي تي (SCT) من خدمة سجل شفافية الشهادات الخاصة بها، مما يُطابق جميع متطلبات الشهادات مع تلك التي نشرتها شركة أبل سابقًا. وفي فبراير 2025، بدأ إصدار سطح المكتب 135 من متصفح موزيلا فايرفوكس باشتراط شفافية الشهادة لجميع الشهادات الصادرة عن جهة إصدار شهادات في برنامج هيئة شهادات روت الخاص بموزيلا.

## خوارزميات التوقيع
في إصدار شفافية الشهادات 2.0، يجب أن يستخدم السجل إحدى الخوارزميات المتوفرة في سجل خوارزميات التوقيع.